# Кривошеев, Николай Алексеевич
Николай Алексеевич Кривошеев (3 июля 1930, Виловатое — 4 ноября 1998, Москва) — российский химик, член-корреспондент АН СССР (1979) и РАН (1991), лауреат Ленинской премии (1976) и Государственной премии СССР (1967), заслуженный химик Российской Федерации (1993).

## Биография

### Ранние годы
Родился 3 июля 1930 года в с. Виловатое Богатовского района Куйбышевской области. Окончил инженерный химико–технологический факультет Московского химико-технологический института имени Д. И. Менделеева (1954).

### Работа в оборонной промышленности
Работал в ФЦДТ (Федеральный центр двойных технологий) «Союз» (Научно-исследовательский институт реактивных порохов (НИИ-125), с 1966 года Научно-исследовательский химико-технологический институт (НИХТИ), с 1973 Люберецкое научно-производственное объединение «Союз», с 1994 года ФЦДТ «Союз» . С 1965 года зам. директора, с 1990 года первый зам. директора по науке.
Специалист в области создания рецептур твёрдых ракетных топлив и технологии изготовления ракетных твердотопливных зарядов.
Доктор технических наук, профессор, член-корреспондент РАН (1979).
Николай Алексеевич Кривошеев умер 4 ноября 1998 года, похоронен на Старом кладбище в г. Дзержинском. Кривошеев был женат, в семье двое детей.

## Награды и звания
- Орден Октябрьской Революции
- Два ордена Трудового Красного Знамени, медали
- Лауреат Ленинской премии (1976) и Государственной премии СССР (1967)
- Заслуженный химик Российской Федерации (1993)

## Память
- В г. Дзержинском Московской области на д. 38 по ул. Академика Жукова (бывшей Советской), где жил Н. А. Кривошеев, установлена мемориальная доска